# ويلهلم إيلنبوغن
ويلهلم إيلنبوغن (بالألمانية: Willhelm Ellenbogen)؛ سياسي اشتراكي ومفكر نمساوي، وُلد في عام 1863 في لوندنبورغ/بريتسلاف في مقاطعة مورافيا التابعة للامبراطورية النمساوية (جمهورية التشيك اليوم)، وتوفي في 1951 في نيويورك في الولايات المتحدة الأمريكية.

## نشأته وتعليمه
ولد إيلنبوغن ابنًا لمعلم في مدرسة ابتدائية في برسلاف، درس الطب وعمل طبيبا في مستشفى فييينا العام (AKH).

## نشاطه في الحزب الاشتراكي الديمقراطي النمساوي
شارك في تأسيس حزب العمال الاشتراكي الديمقراطي مع فيكتور آدلر. في عام 1891 أصبح رئيسًا لـ «رابطة معلمي معاهد تعليم العمال والجمعيات المهنية» في فيينا، ومثل في الأعوام 1901 إلى 1918 الحزب الاشترايكي بصفته عضوا في قيادته الوطنية في المؤتمرات الاشتراكية الدولية (الأممية الثانية).
مثل مع القائد العمالي فرانس شوماير (اغتيل في 1913) يسار الحزب الاشتراكي واختلف مع فيكتور آدلر في التكتيك السياسي حيث مال إلى تبني سياسة أكثر تصادمية مع الدولة.
نشط في الأعوام 1900 و 1907 و 1910 محاضرًا مواضيع الملكية الاجتماعية لوسائل الإنتاج، وهجرة العمال، وتوحيد المنظمات الاشتراكية ، والأوضاع السياسية في الأرجنتين وفنلندا وبلاد فارس وتركيا).
بعد الحرب العالمية الأولى وسقوط الملكية النمساوية صار عضوا في الجمعية الوطنية المؤقتة (1918/1919)، ثم في الجمعية الوطنية الدستورية ومن ثم البرلمان النمساوي إلى العام 1934. شغل عام 1919 منصب رئيس اللجنة الحكومية للتأميمات، وفي الأعوام 1919 و 1920 شغل منصب وكيل الوزارة للتجارة والصناعة.
ركز في أعوام العشرينيات نشاطه الفكري على أشكال حكم الفاشية وندد علانية بالعلاقة الوثيقة بين المستشار النمساوي إيغناتس زايبل (1922-1924 و 1926-1929) بالزعيم الإيطالي الفاشي بينيتو موسوليني، لاسيما في موضوع جنوب مقاطعة التيرول النمساوية التي احتلتها إيطاليا في نهاية الحرب العظمى، وسياسات القمع والتجريد من الجنسية.الذي مارسها الفاشيون.
أجبر بسبب أصوله اليهودية على مغادرة النمسا في عام 1938، وغادر في العام 1940 إلى الولايات المتحدة عبر ميناء لشبونة،واستقر في مدينة نيويورك، حيث نشط من عام 1943 إلى 1945 عضوًا في مجلس إدارة لجنة العمل النمساوية (بالإنجليزية: Austrian Labor Commitee)‏ التي اعتبرت نظرًا لعضوية القائد الاشتراكي فريدريك آدلر فيها المنظمة التي خلفت البعثة الاشتراكية النمساوية (AVOES) التي تأسست في بروكسل عام 1938.
لم تتحقق رغبته في العودة إلى النمسا بعد انتهاء الحرب العالمية الثانية بسبب مماطلة قيادة الحزب الاشتراكي الجديدة في النمسا.

## وفاته
توفي في نيويورك عام 1951 ونقل رماد رفاته إلى النمسا ودفن في قبر شرف في مقبرتها المركزية – الموقع: Feuerhalle ، ML، المجموعة 20A، رقم 1Z.

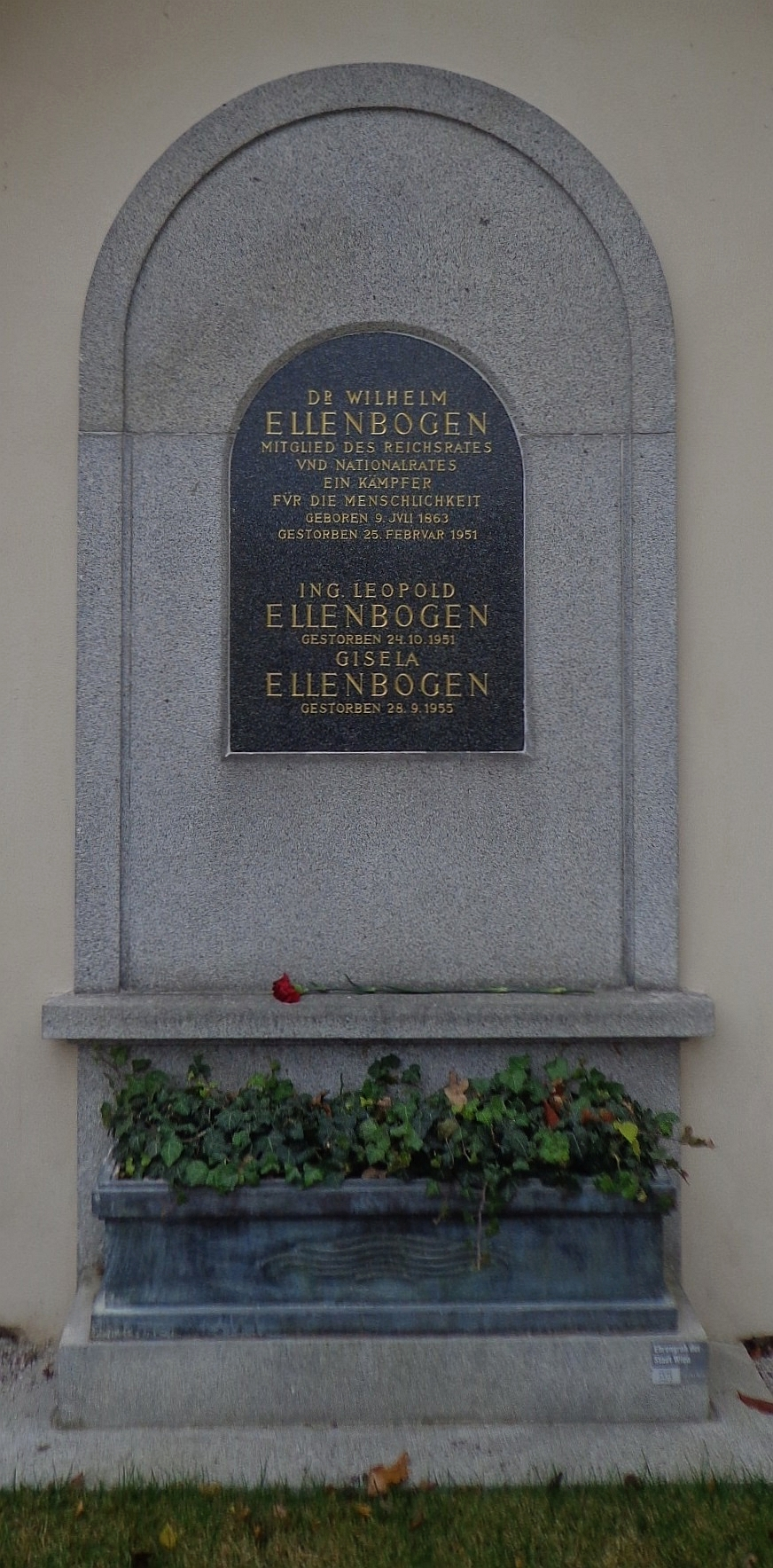
ضريح ويلهلم إينبوغن في مقبرة فيينا المركزية